# Terzan 12
Terzan 12 (Ter 12) ist ein Kugelsternhaufen im Sternbild Sagittarius, der im Jahr 1971 von dem Astronomen Agop Terzan mithilfe des Télescope de 193cm des Observatoire de Haute-Provence entdeckt wurde.